# Харлампович, Ольга Георгиевна
Ольга Георгиевна Харлампович (род. 1960) — математик, лауреат премии имени А. И. Мальцева (2015).

## Биография
Родилась 25 марта 1960 года в Свердловске.
В 1990 году — защитила докторскую диссертацию.
С 1984 по 1991 годы — работала в Уральском университете.
С 1991 года работала в университете Макгилла в Монреале (Канада), в настоящее время живет и работает в Нью-Йорке (США).

## Научная и общественная деятельность
Автор более 60 научных работ в области алгебры.
За решение проблемы Адяна о существовании конечно определённой группы с тождеством и неразрешимой проблемой равенства была награждена медалью Академии наук СССР за лучшую студенческую работу.
Решила проблему Каргаполова об алгоритмической неразрешимости универсальной теории класса конечных нильпотентных групп.
В 1998 году совместно с А. Г. Мясниковым было получено положительное решение одной из старейших проблем теории моделей — проблемы Тарского о совпадении элементарных теорий неабелевых свободных групп различных рангов и был построен разрешающий алгоритм для элементарной теории свободной неабелевой группы.
С 1997 года входит в состав редколлегии международного журнала «International Journal of Algebra and Computation».

### Сочинения
- Конечно-определенная разрешимая группа с неразрешимой проблемой равенства // Изв. АН. СССР. Сер. Математика. 1981. Т. 45, № 4
- Универсальная теория класса конечных нильпотентных групп неразрешима // Мат. заметки. 1983. Т. 33, № 4
- Algorithmic Problems in Varieties // Int. J. Algebra and Computation. 1995. Vol. 5, № 4-5 (в соавт. с М. В. Сапиром)

## Награды
- Премия имени А. И. Мальцева (совместно с А. Г. Мясниковым, за 2015 год) — за серию научных работ «Исследования по фундаментальным теоретико-модельным проблемам алгебры»
- Приза имени Кригер и Нельсон Канадского математического общества (1996).
- Медаль Академии наук СССР за лучшую студенческую работу — за решение проблемы Адяна о существовании конечно определённой группы с тождеством и неразрешимой проблемой равенства